# Parabotia lijiangensis
Parabotia lijiangensis är en fiskart som beskrevs av Chen, 1980. Parabotia lijiangensis ingår i släktet Parabotia och familjen nissögefiskar. IUCN kategoriserar arten globalt som otillräckligt studerad. Inga underarter finns listade i Catalogue of Life.